# 彌生觀月
彌生觀月（日语：／ Yayoi Mitsuki，1963年3月15日—），日本女演員、配音員。出身於東京都。身高158cm。A型血。

## 人物
桐朋學園大學短期大學部藝術系演劇專攻畢業。1984年4月1日加入劇團青年座後，2002年4月1日轉入青年座電影放送。
2006年於遊戲作品演出之後，從演藝界和配音界退出。而《機動戰士鋼彈 逆襲的夏亞》角色珍·亞吉在相關遊戲由折笠富美子繼承。
根據小川美依的介紹，她在粉絲心目中以不愛出門、與世隔絕的女孩子而聞名。
興趣：游泳、收集泳衣。

## 演出

### 電視劇
- 怪談 KWAIDAN（日语：怪談 KWAIDAN）
- —飾 一條聰子
- —飾 岩谷良枝
- 監察女醫 室生亞季子（日语：監察医・室生亜季子）系列（日本電視台）—飾 山野助手
  - 拳銃 ～福島—川越，連續兩起槍擊事件的櫻花草之花～（1996年）
  - 身份不明 ～將6年前的蒸發事件變成殺人案的詭異電話～（1996年）
  - 指紋 ～路人事件的第三位受害者是一位無論做什麼都沒有運氣的女人～（1997年）
- 溫泉小女將的殺人推理（日语：温泉若おかみの殺人推理）長崎 島原 普賢岳 真正的犯人就在客人之中！屍體為何說謊（1997年，朝日電視台）
- 無賴刑事純情派（日语：はぐれ刑事純情派）
- 週四怪談（日语：木曜の怪談）FINAL 時間守護者
- NHK大河劇
  - 「春之波濤」（1985年）—飾 酒館女性
  - 「獨眼龍政宗」（1987年）—飾 阿萬一方（秀次的側室）
- 暴坊將軍系列（ANB／東映）
  - 暴坊將軍V 第4話「小偷消失在火焰中」（1993年）—飾 阿牧
  - 暴坊將軍IX 第33話「辻斬必殺劍的秘密!? 幻影御前試合」（1999年）—飾 阿國
- 十時半睡事件帖（日语：十時半睡事件帖 (テレビドラマ)） 第13話「閉門志願」（1994年，NHK）—飾 多摩
- 松本清張特別企劃 父親的手指（日语：父系の指）（1995年，TBS）
- 地方記者 立花陽介（日语：地方記者・立花陽介） 第2回「伊賀上野通信局」（1993年，日本電視台）
- 相親達人（日语：お見合いの達人）（1994年）—飾 田口聖子
- 急症群英 新春特別篇（2002年，富士電視台）
- 超級奶爸（日语：人にやさしく (テレビドラマ)） 第4話「育兒低潮!?」（2002年，富士電視台）

### 電影
- 再見 Good-bye
- 帶我去滑雪（日语：私をスキーに連れてって）
- 釣魚迷日記
- 花園迷宮

### 電視動畫
1980年代
- 福星小子 (1981年版)（1984年，潮渡渚）
- 魔動王Granzort（1989年，波諾）
- 亂馬½ 熱鬥篇（1989年，司）

1990年代
- 羅賓漢大冒險（1990年，愛麗卡[1]）
- 風中少女 金髮珍妮（1992年，茱莉亞）
- 頑童歷險記（1994年，瑪麗·珍）
- BLUE SEED（1994年，國木田楓[6]）
- 鬼神童子ZENKI（1995年，光陰）
- 怪盜Saint Tail（1996年，浩子）
- 灰姑娘物語（1996年，拉·萬里耶爾）
- 名偵探柯南（1996年，豆垣妙子）
- EAT-MAN（日语：EAT-MAN）（1997年，潔西卡）
- 傀儡師左近（1999年，西原摩耶）

2000年代
- 攻殼機動隊 STAND ALONE COMPLEX（2002年，庫爾茨科瓦·沃塞林諾夫）

### 電影動畫
- 歐尼亞米斯之翼 王立宇宙軍（1987年，莉可妮[1][7]）
- 機動戰士鋼彈 逆襲的夏亞（1988年，珍·亞吉[1][8]）
- 起程的冒險者們 水晶國傳說（日语：クリスタニア#はじまりの冒険者たち レジェンド・オブ・クリスタニア（映画））（1995年，阿德利西亞）

### OVA
1980年代
- TO-Y（日语：TO-Y）（1987年，森丘園子）
- 福星小子 小渚的婚約對象（1988年，潮渡渚）

1990年代
- INFERIUS惑星戰史外傳 CONDITION GREEN（日语：インフェリウス惑星戦史外伝 CONDITION GREEN）（1991年，瑪麗亞·溫特、瑪麗亞〈小時候〉）
- 鎧傳 MESSAGE（1991年，鈴系）
- 綠洲傳說（1992年，艾拉）
- 世界之光 親鸞聖人（日语：世界の光 親鸞聖人）（1992年，松虫）
- Fantasia（日语：ふぁんたじあ）（1993年，馬蓉）
- 光腳的GinRei EPISODE:1 ～被盜的戰鬥旗袍搜尋大作戰!!（1994年，黑銀鈴）
- 魔靈公主（1996年，莉娜）
- 水晶國傳說（日语：クリスタニア）（1996年，阿德利西亞）

### 遊戲
1990年代
- （1992年，愛國者舍爾迪／雷）
- Eternal Melody（日语：エターナルメロディ）（1996年，溫蒂·米塞里亞）
- SD鋼彈 G世代（1999年—2006年，珍·亞吉、克雷亞·希思羅）4作品[系列 1]

2000年代
- SUNRISE WORLD WAR From日昇英雄譚（2003年，珍·亞吉）
- Another Century's Episode（2005年，珍·亞吉）

### 廣播劇
- 鼴鼠的夢想遊擊隊（FM東京，1988年6月30日）—吉里雄

### 廣播劇CD
- 魔神英雄傳3 虎王物語 虎王傳說 CD劇場2—4（日语：魔神英雄伝ワタル (ラジオ)#CDシネマ 魔神英雄伝ワタル3虎王物語 虎王伝説）（1992年，姬子）
- 水晶國傳說 ～起程的冒險者們～（日语：クリスタニア#レジェンド・オブ・クリスタニア〜はじまりの冒険者たち〜（ラジオ））（1993年，阿德利西亞）

### 外語配音

#### 電影
- 現代豪俠傳（東東）
- 靈幻少女（蘭姬）
- 舉證責任
- 東方三俠（東東）
- 布偶聖誕頌（英语：The Muppet Christmas Carol）（克拉拉）

#### 電視影集
- 艾莉的異想世界
- 時空怪客

### 廣告旁白
- JR東日本
- 日本生命
- 大塚製藥 寶礦力水得 BIGBASS篇（1998年[9]）

### 舞台
- THE PILOT（1985年，亞久里[10]）
- 彌次喜多（1985年，阿爪[11]）
- 喔喔！活動狂時代（1990年，莉蓮·吉什[12]）
- 甕、亞波尼西亞 紀伊國屋展演廳（1993年，美加[13]）
- （1998年，梅子[14]）
- 宮城野（桐乃屋、宮城野）
- 野望與夏草（新國立劇場）
- 怒濤（新國立劇場）

## 腳註

## 外部連結
- 彌生觀月｜劇團青年座，存于 （日語）
- （日語）—WEB THE TELEVISION（日语：ザテレビジョン）
- ，存于 （日語）—goo人名事典
- 彌生觀月 （页面存档备份，存于） （日語）—KINENOTE
- 彌生觀月 （页面存档备份，存于） （日語）—oricon
- 彌生觀月 （页面存档备份，存于） （日語）—MOVIE WALKER PRESS（日语：MOVIE WALKER PRESS）
- 彌生觀月 （页面存档备份，存于） （日語）—電影.com（日语：映画.com）
- 彌生觀月 （页面存档备份，存于） （日語）—allcinema（日语：allcinema）
- 日本電影數據庫（JMDb）上彌生觀月的資料（日語）